# Richard Wingfield
Richard Wingfield du château de Kimbolton (vers 1469 – 22 juillet 1525) est un courtisan et diplomate influent dans les premières années de la dynastie Tudor d'Angleterre.

## Biographie
Il est né à Letheringham, Suffolk, de John Wingfield (vers 1428 - 10 mai 1481) et de son épouse Elizabeth FitzLewis (vers 1431 - 1497). Il est le onzième de douze fils et frère de Humphrey Wingfield. Ses grands-parents paternels sont Robert Wingfield et Elizabeth Gousell. Il est l'un des principaux propriétaires fonciers du Huntingdonshire et vivait au château de Kimbolton.
Wingfield est courtisan sous le règne d'Henri VII d'Angleterre. Il épouse Catherine Woodville peu après 1495. Elle est la fille de Richard Woodville, 1er comte Rivers et Jacquette de Luxembourg, sœur d'Élisabeth Woodville, belle-sœur d'Édouard IV d'Angleterre et veuve de Henry Stafford, 2e duc de Buckingham, et de Jasper Tudor, 1er duc de Bedford. Le mariage fait de lui l'oncle par alliance de la reine consort Élisabeth d'York et de son mari Henri VII.
Il est nommé gouverneur adjoint de Calais en 1511. Avec Édouard Poynings et d'autres, il est envoyé en 1512 pour organiser une Sainte Ligue entre le pape Jules II, le roi d'Angleterre et d'autres souverains européens.
En 1514, Wingfield est envoyé aux Pays-Bas pour tenter d'organiser un mariage entre l'archiduc Charles d'Autriche et la princesse Mary Tudor d'Angleterre, afin d'assurer une alliance dynastique entre les Tudors et les Habsbourg montants. Mais la mission de Wingfield échoue et Mary Tudor épouse Louis XII de France en 1514. Wingfield est également occupé à s'acquitter de ses fonctions à Calais, mais en 1519, il démissionne de son poste et retourne en Angleterre.
En 1520, Wingfield est nommé ambassadeur à la cour de François Ier de France. Il est connu pour avoir contribué à organiser la rencontre entre Henri VIII d'Angleterre et François au Camp du Drap d'Or. Il rend visite à l'empereur Charles V à deux reprises en 1521 dans le but de le convaincre de ne pas déclarer la guerre à François Ier.
Henri VIII le crée chevalier de la Jarretière en 1522. Le futur Ferdinand Ier, empereur du Saint-Empire romain germanique, est le seul autre chevalier créé cette année-là. Wingfield est nommé chancelier du duché de Lancastre en 1524. Pour ses services, Wingfield reçoit des terres dans tout le royaume d'Angleterre, notamment le château de Kimbolton, qu'il agrandit encore.
En 1525, Wingfield est envoyé par Henri VIII en mission à la cour espagnole de Tolède. Il y meurt le 22 juillet 1525 et est enterré à l'église de San Juan de los Reyes. Sa veuve se remarie d'abord à Nicholas Harvey d'Ickworth et ensuite à Robert Tyrwhitt de Kettleby.

## Famille
Wingfield épouse Catherine Woodville, peu après la mort en 1495 de son deuxième mari, Jasper Tudor. Elle est la sœur de la reine Élisabeth Woodville. Catherine meurt en 1497 et Wingfield reste veuf pendant un certain temps. Il épouse vers 1513 sa seconde épouse, Bridget Wingfield, fille et héritière de John Wiltshire de Stone Castle et d'Isabella Clothall. Ils sont parents de dix enfants :
- Charles Wingfield du château de Kimbolton (1513 - mai 1540). Il épouse Joan Knollys, sœur de Francis Knollys et belle-sœur de Catherine Carey.
- Thomas Maria Wingfield du Prieuré de Stonely, Huntingdonshire. Député, Il épouse d'abord Margaret, veuve du capitaine naval William Sabyn[4] et ensuite Margaret Kerrye.
- Jacques Wingfield de Stone Castle (vers 1519 - 1587 ?). Un homme politique d'abord connu pour ses services auprès de Stephen Gardiner, évêque de Winchester.
- Lawrence Henry Wingfield.
- Jane Wingfield. Marié d'abord à Thomas Worlich d'Alconbury et ensuite à Francis Roe.
- Marie Wingfield.
- Marguerite Wingfield. Elle épouse d'abord Thomas Newman et ensuite un fils de la famille Moyle.
- Anne Wingfield. Elle se marie dans la famille Maidenhead.
- Elizabeth Wingfield. Elle se marie dans la famille Latimer.
- Catherine Wingfield.